# 拉布勒托尼
拉布勒托尼（法語：Labretonie，法語發音：[labʁətɔni]）是法国洛特-加龙省的一个市镇，属于马尔芒德区。

## 地理
拉布勒托尼（44°29'19"N, 0°22'4"E）面积11.8 平方千米，位于法国新阿基坦大区洛特-加龍省，该省份为法国西南部内陆省份，北起多爾多涅省，西接吉倫特省和朗德省，南至热尔省，东临塔恩-加龙省和洛特省。
与拉布勒托尼接壤的市镇（或旧市镇、城区）包括：阿格梅、欧特维涅、圣巴泰勒米达日奈、图尔特雷斯、韦尔特伊达日奈。

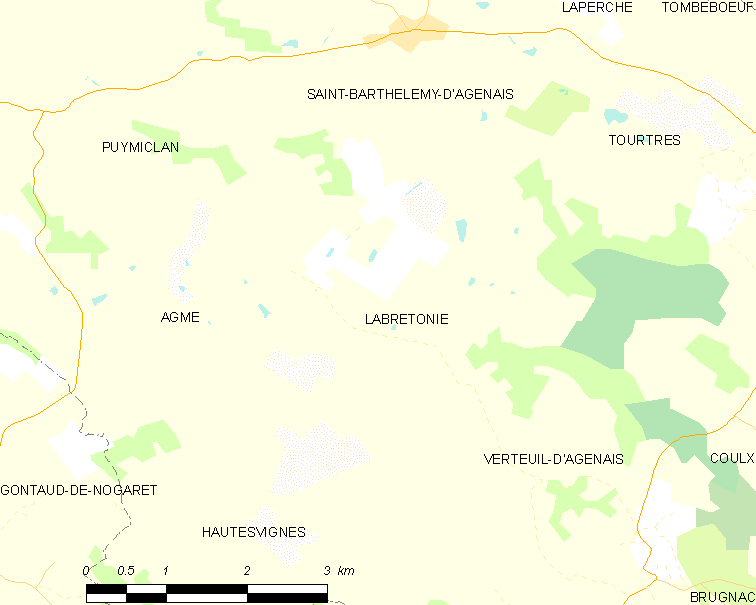
拉布勒托尼的OSM定位图

拉布勒托尼的时区为UTC+01:00、UTC+02:00（夏令时）。

## 行政
拉布勒托尼的邮政编码为47350，INSEE市镇编码为47122。

## 政治
拉布勒托尼所属的省级选区为托南斯县。

## 人口

1962-2008年间拉布勒托尼人口变化图示

拉布勒托尼于2022年1月1日时的人口数量为169人。